# ФК Борац Вранеши
ФК Борац Вранеши је фудбалски клуб из Вранеша, Србија, и тренутно се такмичи у Рашкој окружној лиги, петом такмичарском нивоу српског фудбала. Клуб је основан 1972. године. Боје клуба су црвена и бела.